# Canton de la Roche-sur-Foron
Le canton de la Roche-sur-Foron, précédemment appelé canton de La Roche, est une circonscription électorale française du département de la Haute-Savoie.

## Géographie
Le territoire cantonal, de 1793, puis de 1860, correspond au plateau des Bornes, qui surplombe la vallée de l'Arve, dans le Faucigny.

## Histoire
Lors de l'annexion du duché de Savoie à la France révolutionnaire en 1792, la région située entre la vallée de l'Arve et l'avant-pays du plateau de la Borne ou des Bornes est organisée en canton avec La Roche pour chef-lieu, au sein du département du Mont-Blanc, dans le district d'Annecy,. Ce nouveau canton comptait six communes : Amancy ; Chapelle-Rambaud ; Étaux ; Petit-Bornand ; La Roche et Saint-Sixt, avec 5 641 habitants. Avec la réforme de 1800, le canton est placé dans le nouveau département du Léman, dans l'arrondissement communal de Bonneville. Il compte à nouveau huit communes.
En 1814, puis 1815, le duché de Savoie retourne dans le giron de la maison de Savoie. Le canton français de La Roche devient dans la nouvelle organisation de 1816 un mandement sarde comprenant douze communes : Amancy ; Arenthon ; La Chapelle-Rambaud ; Cornier ; Étaux ; La Roche ; Menthonnex-en-Bornes ; Passeirier ; Saint-Laurent ; Saint-Maurice ; Saint-Pierre et Saint-Sixt, au sein de la province du Faucigny. La nouvelle réforme de 1818 ne modifie pas l'organisation du mandement, seule Menthonnex-en-Bornes passe au mandement de Thorens-Sales. En 1837, le mandement de La Roche reste dans la province du Faucigny, mais est intégré à la nouvelle division administrative d'Annecy.
Au lendemain de l'Annexion de 1860, le duché de Savoie est réunis à la France et retrouve une organisation cantonale, au sein du nouveau département de la Haute-Savoie (créé par décret impérial le 15 juin 1860). Le canton de La Roche est à nouveau créé par décret du 20 décembre 1860. Le 27 février 1961 (J.O. du 4 mars 1961), la commune de La Roche devient La Roche-sur-Foron qui modifie également le nom du canton,.
Par décret du 13 février 2014, le nombre de cantons du département est divisé par deux, avec mise en application aux élections départementales de mars 2015. Le canton de la Roche-sur-Foron est conservé et s'agrandit. Il passe de 9 à 27 communes.

## Représentation

### Conseillers d'arrondissement (de 1861 à 1940)
| Période                                  | Période | Identité                 | Étiquette            | Qualité |
| ---------------------------------------- | ------- | ------------------------ | -------------------- | --- |
| 1895                                     |         | Jean Hominal (1837-1903) |                      | Banquier, propriétaire à La Roche-sur-Foron                                                                 |
|                                          |         |                          |                      | |
| av.1937                                  | 1940    | Jean Nevière (1879-1955) | Radical puis Soc.ind | Négociant, maire de La Roche-sur-Foron                                                                      |
| 1940                                     |         |                          |                      | Les conseils d'arrondissement ont été suspendus par la loi du 12 octobre 1940 et n'ont jamais été réactivés |
| Les données manquantes sont à compléter. |         |                          |                      | |

### Conseillers généraux de 1861 à 2015
| Période | Période          | Identité                  | Étiquette                | Qualité |
| ------- | ---------------- | ------------------------- | ------------------------ | --- |
| 1861    | 1864             | Joseph Pelloux            |                          | Médecin. Maire de La Roche. |
| 1864    | 1871             | Ludovic de Viry-Cohendier |                          | Baron de Cohendier. Officier de cavalerie, propriétaire du Château de Cohendier à Saint-Pierre-en-Faucigny                                                   |
| 1871    | 1875 (démission) | Jean-Pierre Plantard      |                          | Maire de La Roche. |
| 1875    | 1906             | René Dupont               | Rad.                     | Médecin à La Roche |
| 1906    | 1918 (décès)     | Émile Favre               | Rad. puis PRS            | Enseignant, ancien conseiller municipal de Marseille Député (1905-1918), maire de Bonneville                                                                 |
| 1919    | 1940             | Auguste Quoex             | Ind. puis apparenté Rad. | Industriel fromager à La Roche-sur-Foron. |
|         |                  |                           |                          | |
| 1942    | 1945             | Parfait Gavel (1891-1964) |                          | Négociant Maire de La Roche-sur-Foron Nommé conseiller départemental en 1942                                                                                 |
|         |                  |                           |                          | |
| 1945    | 1949             | René Mieusset             | SFIO                     | Bourrelier-sellier Maire-adjoint de La Roche-sur-Foron. |
| 1949    | 1961             | Auguste Pelloux           | MRP                      | Médecin - Maire de La Roche-sur-Foron |
| 1961    | 1973             | Charles Puthod            | DVD                      | Pharmacien - Maire de La Roche-sur-Foron |
| 1973    | 1979             | Armand Bouvard            | DVD                      | Boucher - Maire de Saint-Pierre-de-Rumilly |
| 1979    | 1980 (décès)     | Georges Cotterlaz-Rannard | UDF-CDS                  | Directeur de maison familiale Adjoint au Maire de La Roche-sur-Foron                                                                                         |
| 1980    | 2004             | Joseph Fournier           | UDF-CDS                  | Inspecteur de la Mutualité Sociale Agricole Vice-Président du Conseil Régional Conseiller municipal de La Roche-sur-Foron Député-suppléant de Claude Birraux |
| 2004    | 2015             | Denis Duvernay            | DVD                      | Directeur d'agence bancaire Maire d'Étaux jusqu'en 2008 |

### Conseillers départementaux depuis 2015
| Période élective | Période élective | Mandat | Mandat   | Identité               | Nuance | Nuance | Qualité |
| ---------------- | ---------------- | ------ | -------- | ---------------------- | ------ | ------ | --- |
| 2015             | 2021             | 2015   | 2021     | Denis Duvernay         |        | DVD    | Retraité Ancien conseiller général du canton de la Roche-sur-Foron (2004-2015)                                         |
| 2015             | 2021             | 2015   | 2021     | Christelle Petex-Levet |        | DVD    | Adjointe au maire de Reignier-Ésery, maire depuis 2020 5e Vice-présidente Développement durable, Environnement, Forêts |
| 2021             | 2028             | 2021   | en cours | Christelle Petex-Levet |        | LR     | Conseillère sortante, 2e Vice-Présidente Députée depuis 2021                                                           |
| 2021             | 2028             | 2021   | en cours | David Ratsimba         |        | DVD    | Cadre, maire d'Étaux                                                                                                   |

### Résultats détaillés

#### Élections de mars 2015
À l'issue du 1er tour des élections départementales de 2015, deux binômes sont en ballottage : Denis Duvernay et Christelle Petex-Levet (DVD, 53,89 %) et Kévin Chironnaud et Christine Guglielmone (FN, 27,97 %). Le taux de participation est de 46,49 % (15 458 votants sur 33 253 inscrits) contre 45,4 % au niveau départemental et 50,17 % au niveau national.
Au second tour, Denis Duvernay et Christelle Petex-Levet (DVD) sont élus avec 71,79 % des suffrages exprimés et un taux de participation de 45,37 % (9 926 voix pour 15 086 votants et 33 253 inscrits).

#### Élections de juin 2021
Le premier tour des élections départementales de 2021 est marqué par un très faible taux de participation (33,26 % au niveau national). Dans le canton de la Roche-sur-Foron, ce taux de participation est de 28,23 % (10 294 votants sur 36 466 inscrits) contre 28,81 % au niveau départemental. À l'issue de ce premier tour, deux binômes sont en ballottage : Christelle Petex-Levet et David Ratsimba (DVD, 51,28 %) et Julien Deprez et Mathilde Laroussi (Union à gauche avec des écologistes, 22,68 %).
Le second tour des élections est marqué une nouvelle fois par une abstention massive équivalente au premier tour. Les taux de participation sont de 34,36 % au niveau national, 29,17 % dans le département et 29,31 % dans le canton de la Roche-sur-Foron. Christelle Petex-Levet et David Ratsimba (DVD) sont élus avec 67,46 % des suffrages exprimés (6 861 voix pour 10 680 votants et 36 444 inscrits),,.

## Composition

### Composition avant 2015
Avant le redécoupage de 2014, le canton de la Roche-sur-Foron regroupait 9 communes.
| Nom                            | Code Insee | Codepostal | Superficie (km2) | Population (dernière pop. légale) | Densité (hab./km2) |
| ------------------------------ | ---------- | ---------- | ---------------- | --------------------------------- | ------------------ |
| La Roche-sur-Foron (chef-lieu) | 74224      | 74800      | 17,94            | 10 635 (2012)                     | 593                |
| Amancy                         | 74007      | 74800      | 8,62             | 2 253 (2012)                      | 261                |
| Arenthon                       | 74018      | 74800      | 11,47            | 1 537 (2012)                      | 134                |
| La Chapelle-Rambaud            | 74059      | 74800      | 4,27             | 238 (2012)                        | 56                 |
| Cornier                        | 74090      | 74800      | 6,78             | 1 187 (2012)                      | 175                |
| Etaux                          | 74116      | 74800      | 13,69            | 1 790 (2012)                      | 131                |
| Saint-Laurent                  | 74244      | 74800      | 10,96            | 799 (2012)                        | 73                 |
| Saint-Pierre-en-Faucigny       | 74250      | 74800      | 14,91            | 5 903 (2012)                      | 396                |
| Saint-Sixt                     | 74253      | 74800      | 5,21             | 894 (2012)                        | 172                |

### Composition depuis 2015
Depuis 2015, le canton de la Roche-sur-Foron regroupe 27 communes entières.
| Nom                                        | Code Insee | Intercommunalité         | Superficie (km2) | Population (dernière pop. légale) | Densité (hab./km2) | Modifier                                    |
| ------------------------------------------ | ---------- | ------------------------ | ---------------- | --------------------------------- | ------------------ | ------------------------------------------- |
| La Roche-sur-Foron (bureau centralisateur) | 74224      | CC du Pays Rochois       | 17,94            | 11 239 (2022)                     | 626                | modifier les données · modifier les données |
| Allonzier-la-Caille                        | 74006      | CC du Pays de Cruseilles | 9,62             | 2 170 (2022)                      | 226                | modifier les données · modifier les données |
| Amancy                                     | 74007      | CC du Pays Rochois       | 8,62             | 2 786 (2022)                      | 323                | modifier les données · modifier les données |
| Andilly                                    | 74009      | CC du Pays de Cruseilles | 6,07             | 1 011 (2022)                      | 167                | modifier les données · modifier les données |
| Arbusigny                                  | 74015      | CC Arve et Salève        | 12,25            | 1 136 (2022)                      | 93                 | modifier les données · modifier les données |
| Cercier                                    | 74051      | CC du Pays de Cruseilles | 11,46            | 729 (2022)                        | 64                 | modifier les données · modifier les données |
| Cernex                                     | 74052      | CC du Pays de Cruseilles | 12,66            | 1 163 (2022)                      | 92                 | modifier les données · modifier les données |
| La Chapelle-Rambaud                        | 74059      | CC du Pays Rochois       | 4,27             | 251 (2022)                        | 59                 | modifier les données · modifier les données |
| Copponex                                   | 74088      | CC du Pays de Cruseilles | 9,21             | 1 287 (2022)                      | 140                | modifier les données · modifier les données |
| Cornier                                    | 74090      | CC du Pays Rochois       | 6,78             | 1 468 (2022)                      | 217                | modifier les données · modifier les données |
| Cruseilles                                 | 74096      | CC du Pays de Cruseilles | 25,41            | 5 058 (2022)                      | 199                | modifier les données · modifier les données |
| Cuvat                                      | 74098      | CC du Pays de Cruseilles | 4,72             | 1 638 (2022)                      | 347                | modifier les données · modifier les données |
| Etaux                                      | 74116      | CC du Pays Rochois       | 13,69            | 2 109 (2022)                      | 154                | modifier les données · modifier les données |
| Menthonnex-en-Bornes                       | 74177      | CC du Pays de Cruseilles | 8,48             | 1 109 (2022)                      | 131                | modifier les données · modifier les données |
| Monnetier-Mornex                           | 74185      | CC Arve et Salève        | 11,40            | 2 333 (2022)                      | 205                | modifier les données · modifier les données |
| La Muraz                                   | 74193      | CC Arve et Salève        | 14,38            | 1 055 (2022)                      | 73                 | modifier les données · modifier les données |
| Nangy                                      | 74197      | CC Arve et Salève        | 4,35             | 1 708 (2022)                      | 393                | modifier les données · modifier les données |
| Pers-Jussy                                 | 74211      | CC Arve et Salève        | 18,68            | 3 207 (2022)                      | 172                | modifier les données · modifier les données |
| Reignier-Ésery                             | 74220      | CC Arve et Salève        | 25,08            | 8 112 (2022)                      | 323                | modifier les données · modifier les données |
| Saint-Blaise                               | 74228      | CC du Pays de Cruseilles | 2,55             | 378 (2022)                        | 148                | modifier les données · modifier les données |
| Saint-Laurent                              | 74244      | CC du Pays Rochois       | 10,96            | 836 (2022)                        | 76                 | modifier les données · modifier les données |
| Saint-Sixt                                 | 74253      | CC du Pays Rochois       | 5,21             | 994 (2022)                        | 191                | modifier les données · modifier les données |
| Le Sappey                                  | 74259      | CC du Pays de Cruseilles | 13,72            | 463 (2022)                        | 34                 | modifier les données · modifier les données |
| Scientrier                                 | 74262      | CC Arve et Salève        | 7,21             | 1 216 (2022)                      | 169                | modifier les données · modifier les données |
| Villy-le-Bouveret                          | 74306      | CC du Pays de Cruseilles | 3,49             | 637 (2022)                        | 183                | modifier les données · modifier les données |
| Villy-le-Pelloux                           | 74307      | CC du Pays de Cruseilles | 2,97             | 1 009 (2022)                      | 340                | modifier les données · modifier les données |
| Vovray-en-Bornes                           | 74313      | CC du Pays de Cruseilles | 6,57             | 556 (2022)                        | 85                 | modifier les données · modifier les données |
| Canton de la Roche-sur-Foron               | 7411       |                          | 277,75           | 55 658 (2022)                     | 200                | modifier les données                        |

## Démographie

### Démographie avant 2015
| 1962  | 1968   | 1975   | 1982   | 1990   | 1999   | 2006   | 2011   | 2012   |
| ----- | ------ | ------ | ------ | ------ | ------ | ------ | ------ | ------ |
| 9 748 | 10 717 | 12 206 | 14 114 | 16 251 | 19 903 | 22 936 | 24 937 | 25 236 |

### Démographie depuis 2015
En 2022, le canton comptait 55 658 habitants, en évolution de +4,74 % par rapport à 2016 (Haute-Savoie : +6,01 %, France hors Mayotte : +2,11 %).
| 2013   | 2018   | 2022   |
| ------ | ------ | ------ |
| 49 901 | 53 583 | 55 658 |